# Familia Mozart

Retrato de la familia Mozart hacia 1780, obra de Johann Nepomuk della Croce. De izquierda a derecha, Nannerl, Wolfgang y Leopold. El retrato de la pared es de Anna Maria, la madre de los jóvenes, que falleció en 1778.

La familia Mozart descendía de Johann Georg Mozart, el abuelo del compositor Wolfgang Amadeus Mozart (1679-1736), un encuadernador que vivía en Augsburgo (Alemania). Wolfgang Amadeus Mozart estaba casado con Constanze Weber, cuya familia incluía a las tres hermanas de Constanze, que eran cantantes profesionales; así, las dos familias estuvieron estrechamente relacionadas entre ellas hasta el 1738.

## Familia de Mozart
- Johann Georg Mozart (1679-1736) se casó en primeras nupcias con Anna Maria Banegger, sin tener descendencia. En segundas nupcias contrajo matrimonio con Anna Maria Sulzer (1697-1766), con la que tuvo 8 hijos, entre los que se incluye:
  - Leopold Mozart (1719-1787), compositor, casado con Anna Maria Pertl (1720-1778). Tuvieron 7 hijos, pero solo 2 de ellos llegaron a edad adulta:
    - Maria Anna Mozart ("Nannerl"), (1751-1829), casada con Johann Baptist Franz von Berchtold zu Sonnenburg (1736-1801), con el que tuvo 3 hijos:
      - Leopold Alois Pantaleon von Berchtold zu Sonnenburg (1785–1840)
      - Jeanette von Berchtold zu Sonnenburg (1789–1805)
      - Maria Babette von Berchtold zu Sonnenburg (1790-1791)

    - Wolfgang Amadeus Mozart (1756-1791) compositor, casado con Constanze Weber (1762-1842). Tuvieron 6 hijos, de los que sólo 2 llegaron a edad adulta:
      - Raimund Leopold Mozart (1783–1783)
      - Karl Thomas Mozart (1784-1858), oficial al servicio del Virrey de Nápoles en Milán. No se casó ni tuvo descendencia.
      - Johann Thomas Leopold Mozart (1786–1786)
      - Theresia Constanzia Adelheid Friedericke Maria Anna Mozart (1787–1788)
      - Anna Maria Mozart (1789-1789)
      - Franz Xaver Wolfgang Mozart (1791-1844), compositor y profesor. No se casó ni tuvo descendencia.

    - Franz Alois Mozart, casado con Maria Victoria Eschenbach
    - Maria Anna Thekla Mozart (1758-1841)

## Familia política
La familia Weber, familia política de Wolfgang Amadeus Mozart, provenía de Zell en el Valle del Wiese (Austria) e incluía a:
- Fridolin Weber (1691-1754), casado con Maria Eva Schlar[1]
  - Franz Fridolin Weber (1733-1779), casado con Cäcilia Cordula Stamm (1727-1793)
    - Josepha Weber (1758–1819), soprano, casada en primeras nupcias con Franz de Paula Hofer (1755–1796) y en segundas con Sebastian Mayer (1773–1835)
    - Aloysia Weber (c.1760–1839), soprano, casada con Joseph Lange (1751-1831)
    - Constanze Weber (1762-1842), casada en primeras nupcias con Wolfgang Amadeus Mozart (1756-1791) y en segundas con Georg Nikolaus von Nissen (1761-1826). (Constanze tuvo los 6 hijos arriba mencionados con Mozart).
    - Sophie Weber (1763-1846), cantante, casada con Jakob Haibel (1762-1826)

  - Franz Anton Weber (1734-1812)[2]
    -       - Carl Maria von Weber (1786-1826), compositor